# 大宮駐屯地
大宮駐屯地（おおみやちゅうとんち、JGSDF Camp Omiya）は、埼玉県さいたま市北区日進町一丁目40番地7に所在し、陸上自衛隊化学学校等が駐屯する陸上自衛隊の駐屯地である。

## 概要
地下鉄サリン事件や東海村JCO臨界事故の際に活躍した第101化学防護隊（現・中央特殊武器防護隊）も駐屯している。駐屯地司令は、陸上自衛隊化学学校長が兼務。

## 沿革
日本陸軍
- 1940年（昭和15年）：陸軍造兵廠大宮製作所（光学レンズの製造・組立てなど）。

アメリカ軍
- 1945年（昭和20年）：終戦により米軍が進駐。

陸上自衛隊大宮駐屯地
- 1957年（昭和32年）
  - 10月1日：

  1. 大宮駐屯地が開設[1]。
  2. 化学教育隊が富士駐屯地から移駐。化学教育隊長が駐屯地司令に職務指定[2]。

  - 10月14日：化学教育隊が廃止。
  - 10月15日：

1. 陸上自衛隊化学学校が新編[3]。化学学校長が駐屯地司令に職務指定[4]。
2. 第301化学発煙中隊が富士駐屯地から移駐。陸上自衛隊化学学校に編合。

- 1958年（昭和33年）
  - 6月26日：通信補給処が立川駐屯地から移駐。通信補給処長が駐屯司令に職務指定[5]。
  - 8月20日：武器補給処大宮支処が設置[6]。
- 1970年（昭和45年）8月5日：第301化学発煙中隊が第101化学防護隊に称号変更。
- 1995年（平成07年）10月1日：武器補給処大宮支処を廃止。
- 1997年（平成09年）7月1日：陸上自衛隊化学学校長が駐屯司令に職務指定[7]。
- 1998年（平成10年）3月26日：通信補給処を廃止（後身は関東補給処の通信電子部として同処の人員・施設は霞ヶ浦駐屯地に移駐）。
- 1999年（平成11年）12月1日：第32普通科連隊が市ヶ谷駐屯地から移駐。
- 2001年（平成13年）3月27日：

1. 化学教導隊を化学学校隷下に教育支援部隊として新編。
2. 第101化学防護隊が東部方面隊隷下に編成替え。

- 2002年（平成14年）3月27日：第1後方支援連隊第2整備大隊第2普通科直接支援中隊（第32普通科連隊を支援）を新編。
- 2007年（平成19年）3月28日：第101化学防護隊が第101特殊武器防護隊に改称され、東部方面隊直轄から中央即応集団隷下に編成替え。
- 2008年（平成20年）3月26日：

1. 第101特殊武器防護隊が中央特殊武器防護隊に改編。
2. 第104地区警務隊大宮派遣隊を第126地区警務隊大宮派遣隊に改編。

- 2015年（平成27年）3月26日：東部方面会計隊の改編に伴い、第402会計隊が廃止され第338会計隊大宮派遣隊が配置される。
- 2018年（平成30年）3月27日：中央即応集団廃止に伴い中央特殊武器防護隊が陸上総隊直轄となる。

## 駐屯部隊・機関

### 防衛大臣直轄部隊・機関
- 陸上自衛隊化学学校
- 警務隊
  - 東部方面警務隊
    - 第126地区警務隊
      - 大宮派遣隊

### 陸上総隊直轄部隊
- 中央特殊武器防護隊

### 東部方面隊隷下部隊
- 第1師団
  - 第32普通科連隊
  - 第1後方支援連隊
    - 第2整備大隊
      - 第2普通科直接支援中隊
- 東部方面システム通信群
  - 第105基地システム通信大隊
    - 第305基地通信中隊
      - 大宮派遣隊
- 東部方面後方支援隊
  - 第104全般支援大隊
    - 整備中隊
      - 化学整備小隊
- 東部方面会計隊
  - 第338会計隊
    - 大宮派遣隊
- 大宮駐屯地業務隊

### 共同の機関
- 自衛隊埼玉地方協力本部
  - 援護課
    - 地域援護センター

## 過去の駐屯部隊
- 武器補給処大宮支処：1995年（平成07年）10月1日、廃止。
- 通信補給処：1998年（平成10年）3月26日、廃止

## 最寄の幹線交通
- 高速道路：首都高速埼玉大宮線 与野IC、東北自動車道 岩槻IC、関越自動車道 川越IC
- 一般道：国道16号、国道17号、国道254号、国道463号、埼玉県道2号さいたま春日部線、埼玉県道57号さいたま鴻巣線、埼玉県道113号川越新座線、埼玉県道164号鴻巣桶川さいたま線、埼玉県道216号上野さいたま線
- 鉄道：JR東日本日進駅より徒歩15分、埼玉新都市交通ニューシャトル鉄道博物館（大成）駅より徒歩15分
- 飛行場：ホンダエアポート、入間飛行場（その他の飛行場）

## 重要施設
- 新所沢変電所（超高圧変電所）（鶴ヶ島市）
- 新坂戸変電所（超高圧変電所）（坂戸市）
- 新岡部変電所（超高圧変電所）（深谷市）
- 新飯能変電所（超高圧変電所）（飯能市）
- 北東京変電所（2次変電所）（白岡市）
- 京北変電所（2次変電所）（草加市・川口市）
- 北熊谷変電所（2次変電所）（熊谷市）
- 北葛飾変電所（2次変電所）（吉川市）
- 中東京変電所（2次変電所）（日高市）
- 南川越変電所（2次変電所）（川越市）

- 浦山ダム（秩父市）
- 下久保ダム（児玉郡神川町）
- 合角ダム（秩父市）
- 利根大堰（行田市）
- 秋ヶ瀬取水堰（志木市）
- 大久保浄水場（さいたま市桜区）
- 庄和浄水場（春日部市）
- 行田浄水場（行田市）
- 新三郷浄水場（三郷市）
- 吉見浄水場（比企郡吉見町）
- 東京都水道局三郷浄水場（三郷市）
- 東京都水道局朝霞浄水場（朝霞市）

- 情報本部大井通信所（ふじみ野市）
- 東京航空局東京管制部（所沢市）
- 東京航空局坂戸航空無線通信所（鶴ヶ島市）
- 米軍所沢通信基地（所沢市）
- 農業・食品産業技術総合研究機構生物系特定産業技術研究支援センター・農業技術革新工学研究センター（さいたま市北区）
- 越谷流通センター（越谷市）
- 雁坂トンネル